# Бриггс, Вик
Виктор Харви Бриггс III (англ. Victor Harvey Briggs III; 14 февраля 1945, Туикенем, Мидлсекс, Англия) — британский блюзовый  и рок-музыкант, наиболее известен как гитарист Эрика Бёрдона и группы The Animals с 1966 по 1968 годы. В настоящее время он играет индийскую и гавайскую музыку.

## Карьера
На протяжении 1960-х годов Вик Бриггс играл с такими группами и исполнителями, как  The Rokes, The Echoes (аккомпанимирующая группа Дасти Спрингфилд), Steampacket, Brian Auger's Trinity, с Джонни Холлидеем и Eric Burdon and The Animals.
В 1970-е годы Бриггс обратился в сикхизм и взял себе имя Викрам Сингх Халса. В 1980-е годы Вик переехал в Сан-Диего, где занимался слесарно-водопроводным бизнесом. Он выпустил несколько альбомов индийской музыки и был первым исполнителем киртана не индийского происхождения, который выступил в Хармандир-Сахибе (который также называют Золотым храмом Амритсар).
По состоянию на 2015 год Бриггс исполняет гавайскую музыку под псевдонимом  Antion.